# Calanopia aurivilli
Calanopia aurivilli is een eenoogkreeftjessoort uit de familie van de Pontellidae. De wetenschappelijke naam van de soort is voor het eerst geldig gepubliceerd in 1901 door Cleve.